# Директор Федерального бюро расследований
Директор Федерального бюро расследований (англ. Director of the Federal Bureau of Investigation, DFBI) является руководителем Федерального бюро расследований. Назначается президентом Соединённых Штатов с подтверждением назначения Сенатом и служит в этой должности десять лет, если не будет отправлен в отставку Президентом или не уйдет с поста директора по собственному желанию, до истечения срока полномочий. Большинство директоров ФБР не были его кадровыми сотрудниками, сделавшими карьеру в самом ведомстве, но все они имели юридическое образование и опыт соответствующей правоохранительной работы. Непосредственным начальником директора ФБР является министр юстиции — генеральный прокурор США.
Согласно ныне действующему закону, директор ФБР не может занимать этот пост более 10 лет, и не может быть назначен на этот пост повторно. Однако, Роберт Мюллер (6-й директор ФБР), назначенный на эту должность 4 сентября 2001 года, покинул её ровно через 12 лет, 4 сентября 2013 года, так как в 2011 году срок его полномочий был продлен ещё на два года. Все остальные директора ФБР не дорабатывали 10-летний срок: либо уходили с госслужбы, либо переходили на другую должность. Двое директоров ФБР (Уильям Сешнс и Джеймс Коми) были уволены президентами США, не отработав 10 лет в должности.
Дольше всех — 48 лет (с учетом пребывания в должности директора Бюро расследований) — занимал эту должность Эдгар Гувер, назначенный Калвином Кулиджем в 1924 году, до самой своей смерти в 1972 году, так как отсутствовал закон, который ограничивал срок службы. В настоящее время директором ФБР является Каш Патель, вступивший в должность 20 февраля 2025 года.
Директор ФБР несёт ответственность за текущую работу ФБР. Директор также отвечает за укомплектование руководства в местных отделениях квалифицированными агентами ФБР. До 11 сентября 2001 года Директор непосредственно информировал президента США по всем вопросам, относившимся к компетенции ФБР. С тех пор Директор ФБР подчиняется директору Национальной разведки, который в свою очередь докладывает Президенту.

## Список директоров

### Бюро расследований (BOI) (1908—1935)
| № | Фотография | Директор (даты жизни)          | Пребывание в должности           |
| - | ---------- | ------------------------------ | -------------------------------- |
| 1 |            | Стенли Финч (1871—1951)        | 26 июля 1908 — 30 апреля 1912    |
| 2 |            | Александер Биласки (1883—1964) | 30 апреля 1912 — 10 февраля 1919 |
| — |            | Уильям Аллен (1880—1960)       | 10 февраля 1919 — 30 июня 1919   |
| 3 |            | Уильям Флинн (1867—1928)       | 1 июля 1919 — 21 августа 1921    |
| 4 |            | Уильям Бёрнс (1861—1932)       | 22 августа 1921 — 14 июня 1924   |
| 5 |            | Джон Эдгар Гувер (1895—1972)   | 10 мая 1924 — 2 мая 1972         |

### Федеральное бюро расследований (FBI) (1936 — наши дни)
| № | Фотография | Директор (даты жизни)         | Пребывание в должности            |
| - | ---------- | ----------------------------- | --------------------------------- |
| 1 |            | Джон Эдгар Гувер (1895—1972)  | 22 марта 1935 — 2 мая 1972        |
| — |            | Клайд Толсон (1900—1976)      | 2 мая 1972 — 3 мая 1972           |
| — |            | Луис Патрик Грей (1916—2005)  | 3 мая 1972 — 27 апреля 1973       |
| — |            | Уильям Ракелсхаус (1932—2019) | 30 апреля 1973 — 9 июля 1973      |
| 2 |            | Кларенс Келли (1911—1997)     | 9 июля 1973 — 15 февраля 1977     |
| — |            | Джеймс Адамс (1926—2020)      | 15 февраля 1978 — 23 февраля 1978 |
| 3 |            | Уильям Уэбстер (1924—2025)    | 23 февраля 1978 — 25 мая 1987     |
| — |            | Джон Отто (1938—2020)         | 26 мая 1987 — 2 ноября 1987       |
| 4 |            | Уильям Сешнс (1930—2020)      | 2 ноября 1987 — 19 июля 1993      |
| — |            | Флойд Кларк (род. 1942)       | 19 июля 1993 — 1 сентября 1993    |
| 5 |            | Луис Фри (род. 1950)          | 1 сентября 1993 — 25 июня 2001    |
| — |            | Томас Пиккард (род. 1950)     | 25 июня 2001 — 4 сентября 2001    |
| 6 |            | Роберт Мюллер (род. 1944)     | 4 сентября 2001 — 4 сентября 2013 |
| 7 |            | Джеймс Коми (род. 1960)       | 4 сентября 2013 — 9 мая 2017      |
| — |            | Эндрю Маккейб (род. 1968)     | 9 мая 2017 — 2 августа 2017       |
| 8 |            | Кристофер Рэй (род. 1966)     | 2 августа 2017 — 19 января 2025   |
| 9 |            | Каш Патель (род. 1980)        | 20 февраля 2025 — н. в.           |